# 森下翔梧
森下 翔梧（もりした しょうご、1994年4月24日 - ）は、日本の俳優である。
埼玉県出身。Five☆Eight所属。特技は竹馬であり、2004年に全国大会で国体3位入賞を果たす。

## 出演

### 映画
- ナイン・ソウルズ（2003年公開、豊田利晃監督）
- スクラップ・ヘブン（2005年公開、李相日監督）相川拓也 役
- 天然コケッコー（2007年7月28日公開、山下敦弘監督）右田浩太郎 役

### テレビドラマ
- 仮面ライダークウガ（2001年1月、テレビ朝日）園児 役
- 女と愛とミステリー ごめんあそばせ!河原綾子ののぞき見事件簿（2001年、テレビ東京）純平 役
- 女と愛とミステリー 何でも屋大蔵の事件簿（2002年、テレビ東京）
- よい子の味方 〜新米保育士物語〜（2003年1月18日 - 3月15日、日本テレビ）ダイスケ 役
- 動物のお医者さん 第3話（2003年5月8日、テレビ朝日）岸谷ユースケ 役
- 今夜ひとりのベッドで 第7話（2005年、TBS）
- すてきにコモン!（2006年3月27日 - 5月19日、TBS）桜田陸 役

### バラエティ
- ことばあ!（2002年4月 - 2003年3月、NHK教育テレビ）
- はじめてのこくご ことばあ!（2003年4月 - 2004年3月、NHK教育テレビ）
- 冒険!CHEERS!!（2003年10月4日 - 2005年3月26日、日本テレビ）

### CM
- アリコジャパン（現：メットライフ生命保険）「新入院保険」「少しであんしん終身保険」「ザ・ガン保険」（2001年 - 2002年）
- バンダイ「ファトプリパジャマ」（2001年）
- シャープ「Fappy」はじめてのひとり旅編（2001年）
- 森永製菓「森永ココア」（2002年）
- 小学館「英男の徹底反復シリーズ『みんなの目標』」（2003年）
- イオン「イオンでそろえるスクール用品」（2004年）
- ビベンティユニバーサルゲームズ「クラッシュバンディグー」（2006年）

### スチル
- 京王百貨店「七五三」（2001年）カタログ
- 横浜高島屋（2001年7月）ポスター